# St. Louis Rams 2009
La stagione 2009 dei St. Louis Rams è stata la 72ª della franchigia nella National Football League e la 15ª a St. Louis, Missouri La squadra terminò con il peggior record della NFL, 1-15, mancando i playoff per il quarto anno consecutivo.

## Roster
| Roster dei St. Louis Rams nel 2009 |
| --- |
| Quarterback - 12 Kyle Boller - 9 Keith Null - 13 Mike Reilly Running Back - 34 Kenneth Darby - 35 Samkon Gado - 39 Steven Jackson - 44 Mike Karney FB - 22 Chris Ogbonnaya Wide Receiver - 16 Danny Amendola RS - 17 Donnie Avery - 11 Brandon Gibson - 87 Jordan Kent - 82 Ruvell Martin Tight End - 47 Billy Bajema - 84 Randy McMichael Offensive Linemen - 62 Roger Allen III G - 70 Alex Barron T - 60 Jason Brown C - 73 Adam Goldberg T - 79 John Greco G - 68 Ryan McKee T - 66 Mark Setterstrom C - 77 Jason Smith T - 64 Phil Trautwein T - 61 Eric Young T Defensive Linemen - 94 Victor Adeyanju DE - 69 Leger Douzable DT - 96 James Hall DE - 91 Leonard Little DE - 72 Chris Long DE - 99 LaJuan Ramsey DT - 95 Clifton Ryan DT - 97 Darell Scott DT - 76 James Wyche DE Linebacker - 50 K. C. Asiodu OLB - 57 Chris Chamberlain OLB - 59 Larry Grant OLB - 55 James Laurinaitis MLB - 53 Paris Lenon OLB - 58 David Vobora OLB Defensive Back - 24 Ron Bartell CB - 37 James Butler SS - 36 Quincy Butler CB - 43 Craig Dahl FS - 25 Danny Gorrer CB - 42 Clinton Hart SS - 31 Justin King CB - 23 Cord Parks CB/WR - 27 David Roach FS - 20 Jonathan Wade CB Special Team - 3 Josh Brown K - 5 Donnie Jones P - 92 Ryan Neill LS Lista delle riserve - 98 C.J. Ah You DE (IR) - 21 Oshiomogho Atogwe FS (IR) - 41 Eric Bassey SS (IR) - 63 Jacob Bell G (IR) - 10 Marc Bulger QB (IR) - 14 Keenan Burton WR (IR) - 90 Adam Carriker DT (IR) - 46 Daniel Fells TE (IR) - 32 Bradley Fletcher CB (IR) - 83 Brooks Foster WR (IR) - 71 Gary Gibson DT (IR) - 45 Chris Massey LS (IR) - 19 Laurent Robinson WR (IR) - -- Claude Wroten DT (Susp.) Squadra di allenamento - 93 Chris Bradwell DT - 30 Marcus Brown CB - 49 Eric Butler TE - 65 Sean Conover DE - -- Mark Lewis G - 67 Drew Miller C - 56 Jay Moore OLB - 86 Sean Walker WR |
| Legenda - I rookie sono in corsivo. - Il primo ruolo è il principale mentre gli eventuali successivi indicano i ruoli secondari. - (IR) sta per Injured Reserve ed indica la lista ristretta per un solo giocatore infortunato che può tornare ad allenarsi dopo la settimana 6 e a rientrare in prima squadra dopo che questa ha giocato 8 partite. - (NF-Inj.) / (NF-Ill.) stanno rispettivamente per Non-Football Injured e Non-Football Illness ed indicano le liste dove viene inserito un giocatore che ha un infortunio o una malattia non dipendente dal football americano. - (PUP) sta per Physically Unable to Perform ed indica la lista dove viene inserito un giocatore mentre è in attesa di recuperare la condizione fisica. Nella stagione regolare dopo la sesta partita giocata dalla propria squadra, il giocatore ha tempo tre settimane per riprendere ad allenarsi, più tre settimane aggiuntive dal suo rientro agli allenamenti per rientrare in prima squadra. |

## Calendario
| Stagione regolare                                            |                         |                    |                    |                                |                    |                    |                    |
| Turno                                                        | Avversario              | Risultato          | Risultato          | Stadio                         | TV                 | Sintesi            |                    |
| Turno                                                        | Avversario              | Punteggio          | Record             | Stadio                         | TV                 | Sintesi            |                    |
| 1                                                            | at Seattle Seahawks     | S 0–28             | 0–1                | Qwest Field                    | Fox                | Recap              |                    |
| 2                                                            | at Washington Redskins  | S 7–9              | 0–2                | FedExField                     | Fox                | Recap              |                    |
| 3                                                            | Green Bay Packers       | S 17–36            | 0–3                | Edward Jones Dome              | Fox                | Recap              |                    |
| 4                                                            | at San Francisco 49ers  | S 0–35             | 0–4                | Candlestick Park               | Fox                | Recap              |                    |
| 5                                                            | Minnesota Vikings       | S 10–38            | 0–5                | Edward Jones Dome              | Fox                | Recap              |                    |
| 6                                                            | at Jacksonville Jaguars | S 20–23            | 0–6                | Jacksonville Municipal Stadium | Fox                | Recap              |                    |
| 7                                                            | Indianapolis Colts      | S 6–42             | 0–7                | Edward Jones Dome              | CBS                | Recap              |                    |
| 8                                                            | at Detroit Lions        | V 17–10            | 1–7                | Ford Field                     | Fox                | Recap              |                    |
| 9                                                            | Settimana di pausa      | Settimana di pausa | Settimana di pausa | Settimana di pausa             | Settimana di pausa | Settimana di pausa | Settimana di pausa |
| 10                                                           | New Orleans Saints      | S 23–28            | 1–8                | Edward Jones Dome              | Fox                | Recap              |                    |
| 11                                                           | Arizona Cardinals       | S 13–21            | 1–9                | Edward Jones Dome              | Fox                | Recap              |                    |
| 12                                                           | Seattle Seahawks        | S 17–27            | 1–10               | Edward Jones Dome              | Fox                | Recap              |                    |
| 13                                                           | at Chicago Bears        | S 9–17             | 1–11               | Soldier Field                  | Fox                | Recap              |                    |
| 14                                                           | at Tennessee Titans     | S 7–47             | 1–12               | LP Field                       | Fox                | Recap              |                    |
| 15                                                           | Houston Texans          | S 13–16            | 1–13               | Edward Jones Dome              | CBS                | Recap              |                    |
| 16                                                           | at Arizona Cardinals    | S 10–31            | 1–14               | University of Phoenix Stadium  | Fox                | Recap              |                    |
| 17                                                           | San Francisco 49ers     | S 6–28             | 1–15               | Edward Jones Dome              | Fox                | Recap              |                    |
| NOTE: Gli avversari della propria division sono in grassetto |                         |                    |                    |                                |                    |                    |                    |

## Classifiche
| NFC West              |    |    |   |      |     |      |     |     |     |
|                       | V  | S  | P | %    | DIV | CONF | PF  | PS  | STR |
| (4) Arizona Cardinals | 10 | 6  | 0 | .625 | 4–2 | 8–4  | 375 | 325 | S1  |
| San Francisco 49ers   | 8  | 8  | 0 | .500 | 5–1 | 7–5  | 330 | 281 | V2  |
| Seattle Seahawks      | 5  | 11 | 0 | .313 | 3–3 | 4–8  | 280 | 390 | S4  |
| St. Louis Rams        | 1  | 15 | 0 | .063 | 0–6 | 1–11 | 175 | 436 | S8  |